# 傑爾然卡
48°21′5″N 28°9′0″E / 48.35139°N 28.15000°E
傑爾然卡（烏克蘭語：Держанка）是烏克蘭的村落，位於該國西南部文尼察州，由莫希利夫-波季利斯基區負責管轄，始建於1800年，面積0.58平方公里，海拔高度198米，2001年人口51，人口密度每平方公里87.93人。